# Nir Oz
Nir Oz (in ebraico: ניר עוז, letteralmente "Prato di Forza") è un kibbutz nel sud di Israele. Si trova nella parte nord-occidentale del deserto del Negev, tra i kibbutz Magen e Nirim, e si estende su un'area di 0,8405 km². Nir Oz è sotto la giurisdizione del consiglio regionale di Eshkol. Alla fine del 2021, la sua popolazione era di 393 abitanti. Il gruppo armato palestinese Hamas ha invaso il kibbutz la mattina presto del 7 ottobre 2023, perpetrando un massacro in cui circa un quarto degli abitanti di Nir Oz sono stati uccisi o presi in ostaggio.

## Storia
Nir Oz fu fondato il 1º ottobre 1955 come insediamento della brigata Nahal. Due mesi dopo la sua fondazione, Nir Oz venne riconosciuto come kibbutz. Secondo la testimonianza del 2013 di un residente di nome Shlomo Margalit, c'era stato un moshav sul sito intorno al 1952, "ma troppi membri furono uccisi dai fedayeen o se ne andarono, quindi fu sciolto". Al momento della sua fondazione, nel kibbutz crescevano solo quattro alberi; nel tempo è stato sviluppato come modello di progettazione paesaggistica a basso consumo d'acqua. L'Hashomer Hatzair subentrò alla guida di Nir Oz nel maggio 1957, con un gruppo fondatore di 70 membri.
A causa della vicinanza con Gaza, i contadini di Nir Oz finiscono spesso nel mirino dei cecchini palestinesi. Nel 2008 le forze di difesa israeliane hanno chiesto agli abitanti del kibbutz di raccogliere le patate di notte per diminuire il rischio di attacchi. Il 5 giugno 2008 un proiettile di mortaio sparato dalla Striscia di Gaza colpì la fabbrica di vernici Nirlat del kibbutz, uccidendo un dipendente e ferendone altri quattro. Hamas ha rivendicato la responsabilità dell'attacco. All'incirca nel 2013, vicino a Nir Oz è stato trovato un tunnel scavato da Gaza. Un libro del 2023 riferisce che il villaggio ha numerosi "rifugi antiaerei autonomi, di 67 tonnellate ciascuno".

### Attacco di Hamas del 2023
Nell'attacco del 7 ottobre 2023 contro le comunità israeliane al confine con la Striscia di Gaza, le brigate Al Qassam e altri gruppi armati di Hamas hanno ucciso, ferito o rapito circa un quarto dei 400 residenti di Nir Oz. L'assalto di Hamas al kibbutz è finito per le 13:00, e ci sono volute altre due ore perché l'IDF raggiungesse il kibbutz. I membri del kibbutz sopravvissuti sono stati evacuati ad Eilat. Secondo il New York Times, "nel kibbutz Nir Oz non vive più nessuno".
Attualmente i residenti di Nir Oz vivono in alloggi temporanei. L'autorità responsabile del ripristino delle comunità israeliane colpite dall'attacco di Hamas ha stimato che ci vorranno due anni per ricostruire completamente Nir Oz.

## Economia
A Nir Oz ci sono aziende agricole, come pure altri tipi di industrie.
Nir Oz ha una fabbrica di prodotti sigillanti in silicone e una società di ingegneria.
Negli ultimi anni, Nir Oz è diventato un importante produttore di asparagi destinati all'esportazione. Inoltre, il kibbutz ospitava un allevamento di tacchini, fuggiti durante l'assalto di Hamas del 7 ottobre 2023. Un tempo i lavoratori agricoli erano prevalentemente di Gaza, ma negli ultimi anni sono stati impiegati al loro posto lavoratori provenienti dalla Thailandia.
A partire dal 2023, il kibbutz ha iniziato a promuoversi come destinazione ecoturistica; l'agronomo Ran Pauker forniva informazioni ai turisti sulle 900 specie di piantagioni adatte al deserto del kibbutz. Ran Pauker è uno dei coautori di uno dei capitoli di un libro del 2001 sulla lotta alla desertificazione (a volte descritta come oasificazione) mediante una progettazione paesaggistica adatta al sito.
L'acqua potabile è fornita da un impianto di desalinizzazione ad Ashkelon; l'irrigazione è effettuata con acqua riciclata dall'impianto di trattamento delle acque reflue di Shafdan.

## Ecosistema
Nel 1960, su un parco di 27 acri (0,11 km²) nel terreno del kibbutz, Nir Oz ha introdotto un progetto a lungo termine per il risparmio idrico. Vi sono state testate all'incirca 750 piante resistenti alla siccità. Il parco, progettato dall'architetto paesaggista Hayyim Kahanovich, utilizza solo il 50% dell'acqua utilizzata per scopi simili nel centro e nel nord del Paese. Il progetto è condotto in collaborazione con l'Università Ben Gurion del Negev e funge da sito di studio e osservazione per ricercatori, giardinieri, insegnanti e studenti provenienti da tutto il Paese.
Nel 2011, tale parco venne a far parte di un progetto volto a ridurre la visibilità in possibili attacchi lanciati da Gaza, attraverso un programma israeliano di piantagione di eucalipti progettato per aumentare la copertura arborea nel deserto occidentale del Negev. Entro il 2023, nel kibbutz c'erano 65 specie di eucalipto "coltivate da semi importati dal Sud Africa, dal Sud America e dalla Bassa California".